# Индустријска област Инкороната (Фођа)
Индустријска област Инкороната (итал. Area Industriale Incoronata) је насеље у Италији у округу Фођа, региону Апулија.
Према процени из 2011. у насељу је живело 42 становника. Насеље се налази на надморској висини од 62 м.